# 이시카와 리카
이시카와 리카(일본어: 石川 梨華, 1985년 1월 19일 ~ )는 일본의 여성 아이돌 가수. 행그리 & 앵그리리더및최연장자 이자 ABCHO리더및최연장자이다. 애칭은 리카짱, 챠미, 리캇치. 가나가와현 요코스카시 출신.

## 인물, 에피소드
- 이름인 ‘리카’ 는《리카짱 인형》에서 유래한다.
- 예전에 신체조를 한 경험이 있어서 신체가 유연하기 때문에 Y자 밸런스를 취할 수 있다. 또한 학생때 테니스부 캡틴을 맡았었다.
- “턱이 나왔다” 라는 말을 처음에는 듣기 싫어하였지만 후에는 그것을 살려서 안토니오 이노키의 인물묘사를 피로하기도 하는 등 현재는 자신의 장점 중의 하나로써 받아들이고 있다
- 좋아하는 색이 핑크이기 때문에 2005년 5월 7일에 모닝구무스메。콘서트 앵콜에서 팬들이 핑크색 사이리움으로 졸업을 축하했다.
- 조류(특히 닭)를 매우 무서워한다. 하지만 닭고기는 좋아한다고 한다.
- 통칭〈리카 토끼〉라고 불리는 토끼 그림을 좋아하여 자주 시키시나 사인지에 그리곤 한다. 모닝구무스메。를 졸업할 때는 리카 토끼 그림이 디자인된 쿠션이 기념 굿즈로써 오피셜샵에서 판매되었다.
- 아버지의 영향을 받아 한신 타이거스의 대 팬이다.
- ‘챠미’ 라는 애칭은 하로모니。의 하로프로 뉴스내에서 연기한 뉴스 캐스터의 이름인《챠미 이시카와》에서 유래한다.
- 2006년 신춘에 개최된 Hello! Project 2006 Winter ~원더풀 하츠~ 콘서트에서 의상에 달린 번호는 ‘14’(이=1, 시=4).
- 헬로! 프로젝트 내에서는 여러 가지 구성으로 그룹이나 유닛을 결성하여 활동하는 것이 하로프로의 한가지 특징인데, 이시카와는 그 중에서도 특히 참가했던 그룹과 유닛이 많다.
- AKB48 팀B의 카시와기 유키는 그녀의 열성적인 팬이다.

## 친구
쯔지 노조미, 카고 아이, 시바타 아유미, 후지모토 미키, 나가테 아야카

## 약력
2000년
- 4월, 텔레비전 방송 ASAYAN에서 열린 모닝구무스메 제3회 추가 오디션에서 요시자와 히토미, 쯔지 노조미, 카고 아이와 함께 합격. 교육계는 야스다 케이가 담당.
- 5월, 모닝구무스메。콘서트 투어 봄 ~댄싱 러브 사이트~의 일본 무도관 공연에서 처음으로 무대에 올랐다.
- 6월, 카고 아이와 함께 탄포포에 가입.

2001년
- 4월, 컨트리무스메。에 가입.《컨트리무스메。에 이시카와 리카 (모닝구무스메。)》로서 2003년까지 활동.
- 7월, 모닝구무스메。12번째 싱글〈더☆피스!〉의 센터 포지션을 담당.
- 8월, 첫 솔로 사진집 발매(2001년, 판매량 43.5만매로 2001년 연간합계 1위, 역대 하로프로 사진집 판매량 1위).

2002년
- 6월, 두 번째 솔로 사진집 발매(2002년, 판매량 30.8만매로 2002년 연간 합계 2위).

2003년
- 3월 27일, 당시 방송되던《야구치 마리의 allnightnippon SUPER!》의 최종회에 서프라이즈 게스트로서 출연하여 생방송 심야 방송에 진출.
- 8월, 로망스에 참가.
- 11월 22일, Hello! Project Sports Festival 2003 in 도쿄 돔에서 열린 하로프로 선발팀(후의 갓타스 브릴리언티스 H.P.) vs 쥬죠 클럽의 시합에서 팀 사상 첫 득점을 기록.

2004년
- 5월 23일, 모닝구무스메。졸업을 발표.
- 6월, 미치시게 사유미와 에코모니。를 결성.
- 8월, 미요시 에리카, 오카다 유이와 함께 유닛 비유덴을 결성. 데뷔곡〈恋のヌケガラ〉는 그해 9월 23일에 발매.

2005년
- 5월 7일, 모닝구무스메。콘서트 투어 2005 봄 ~제6감 히트 만개!~의 일본 무도관 공연을 마지막으로 모닝구무스메。를 졸업.
- 6월, 하로모니。의 5대 사회자에 취임.
- 10월 19일, 아베 나츠미, 고토 마키, 마츠우라 아야와 함께 DEF.DIVA를 결성하여 싱글〈好きすぎて バカみたい〉를 발매.

2008년
- 6월 29일, 비유덴 콘서트 투어 2008 초여름 미용전설V~최종전설~의 공연을 마지막으로 비유덴 해산.

2009년
- 3월 31일, 헬로! 프로젝트를 졸업. 다음 달부터 신팬클럽 M-line club에 소속된다.

2010년
- 1월 19일, 모바게이타운에 공식 블로그를 개설.

2011년
- 1월 28일, 드림 모닝구무스메。를 결성. 결성 당초부터 멤버로서 활동.
- 11월 9일, Ameblo에 공식 블로그를 개설.

2017년
- 3월 13일, 프로 야구 사이타마 세이부 라이온스 투수의 노가미 료마와 이 날 결혼했다고 밝혔다.

2018년
- 4월 25일, 제1자 장남 출산.

## 출연

### 텔레비전 드라마
- 하이카라씨가 지나간다 (2002년 1월 2일, TBS 계열) - 주연
- 아버지의 여름 축제 (2002년 8월 17일, 24시간 테레비 스페셜 드라마, 니혼테레비 계열) - 주연 (원작자인 모리와키 카나코 역할)
- 란포R · 지옥의 어릿광대 (2003년 2월 23일, 요미우리테레비 제작, 니혼테레비 계열) - 연속 드라마의 게스트 출연
- 라스트 프레즌트 (2003년 12월 24일, NHK)
- 신춘 와이드 시대극『나라 쟁탈전』(2005년 1월 2일, 테레비도쿄 계열)
- 수학♥여자학원 (2012년 1월 11일 ~ 3월 28일, 니혼테레비 계열) - 마치다 키나 역할

### 그 외 텔레비전 방송
- 후타리고토 (2004년 6월 28일 ~ 30일 · 7월 5일 ~ 13일, 테레비도쿄 계열)
- 마녀。리카짱의 매지컬 비유덴 (2004년 10월 4일 ~ 12월 24일, 테레비도쿄 계열)
- 무스메DOKYU! (2005년 5월 9일 ~ 17일, 테레비도쿄 계열)
- 금요 로드쇼『고양이의 보은』(2005년 8월 26일, 니혼테레비 계열) - 모닝구무스메。의 다나카 레이나와 함께 네비게이션을 담당.
- 미녀방담 (2009년 4월 16일 · 23일, 테레비도쿄 계열)
- 특수지령! 아이치★폴리스 (2011년 7월 4일 - , 나고야 TV 방송)

### 라디오
- 탄포포 편집부 OH-SO-RO! (2000년 10월 3일 ~ 2003년 9월 23일, TBS 라디오)
- MBS 영타운 토요일 (2003년 4월 5일 ~ 2004년 3월 27일, 마이니치 방송)
- 비유덴☆이시카와 리카의 챤챠카☆챠미! (2004년 4월 1일 ~ 2006년 9월 21일, 주부닛폰 방송)
- TBC FUN 필드 모렛츠 모대쉬 (2006년 2월 13일 ~ 24일 · 9월 11일 ~ 29일, 도호쿠 방송)

### CF
- Elleseine (NS상사)
- J비프 · J포크 · J치킨「오니쿠스키스키」(2003년, 일본 식육소비 종합센터)
- 세이코 엡손「컬리리오 프린터」(2004년 말에 모닝구무스메。의 멤버로서 마츠우라 아야, W와 공연)
- 환타 후루후루 쉐이커! 오렌지 (2008년, 코카콜라사[1일 한정 댄스유닛 "환타 후루후루 쉐이커즈" 결성])
- 국산 야채 브랜드「I LOVE」의 서포터! (2008년, I LOVE)

### 영화
- 17세 ~여행을 떠나는 두사람~ (2003년, 도에이) - 후지모토 미키와 공동 주연
- 극장판 돗토코 하무타로 하무하무 파라다이츄! 하무타로와 신비한 도깨비의 그림책탑 (2004년, 도에이) - 성우
- 스케반형사 코드네임=아마미야 사키 (2006년, 도에이) - 아키야마 레이카 역할

### DVD/VHS (텔레비전, 영화, 뮤지컬 외)
- 리카(본명:이시카와 리카)&미키(본명:후지모토 미키) 순수한 17세 ~메이킹 오브「17세 ~여행을 떠나는 두사람~」~ (2003년 10월 21일)
- 이시카와 리카 · 후지모토 미키 (모닝구무스메)「17세 ~여행을 떠나는 두사람~」~ (2004년 4월 21일)
- 아로하로! 이시카와 리카 DVD (2007년 3월 7일)
- Rika Ishikawa MOST CRISIS! in Hawaii (2009년 2월 11일)
- RIKA (2010년 1월 6일)

## 서적

### 사진집
- 이시카와 리카 1st 솔로 사진집「Rika Ishikawa」(2001년 8월 3일, 다케쇼보) ISBN 978-4-8124-0791-2
- 이시카와 리카 2nd 솔로 사진집「石川梨華」(2002년 6월 22일, 와니북스) ISBN 978-4-8470-2717-8
- 이시카와 리카 3rd 솔로 사진집「I」(2003년 12월 24일, 와니북스) ISBN 978-4-8470-2787-1
- 이시카와 리카 4th 솔로 사진집「華美」(2004년 12월 10일, 와니북스) ISBN 978-4-8470-2836-6
- 이시카와 리카 졸업 포토북「石川梨華幸せのあしあと ハッピ-! 」(2005년 7월 1일, 고분샤) ISBN 978-4-334-90127-1
- 이시카와 리카 & 미치시게 사유미 사진집「エンジェルズ」(2005년 11월 16일, 와니북스) ISBN 978-4-8470-2895-3
- 이시카와 리카 5th 솔로 사진집「Oui, mon amour」(2006년 12월 18일, 와니북스) ISBN 978-4-8470-2981-3
- 이시카와 리카 6th 솔로 사진집「アビュー」(2007년 8월 22일, 와니북스) ISBN 978-4-8470-4032-0
- 이시카와 리카 7th 솔로 사진집「風華」(2008년 2월 27일, 카도카와 그룹 퍼블리싱) ISBN 978-4-04-895014-5
- 이시카와 리카 8th 솔로 사진집「華恋」(2009년 1월 19일, 와니북스) ISBN 978-4-8470-4151-8
- 이시카와 리카 9th 솔로 사진집「24 Twenty Four」(2009년 12월 24일, 와니북스) ISBN 978-4-8470-4223-2
- 이시카와 리카 10th 솔로 사진집「Lucky☆」(2011년 1월 19일, 와니북스) ISBN 978-4-8470-4336-9
- 이시카와 리카 11th 솔로 사진집「Lucky華心～hanagocoro～」(2012년 1월 27일, 와니북스) ISBN 978-4-8470-4431-1

### 그 외
- 「청춘 바보 요리학원」&「17세 ~여행을 떠나는 두사람」비주얼북 (2003년 8월 8일, 고단샤) ISBN 978-4-06-364523-1

## 소속 유닛
- HANGRY&ANGRY (2008년 - 2018년)
- ABCHO (2012년 - 2018년)

## 같이 보기
- 헬로! 프로젝트
- M-라인 클럽
- 갓타스 브릴리언티스 H.P.
- 온가쿠갓타스